# Stewart Home
Stewart Kevin Llewellyn Callan Home (Londra, 24 marzo 1962) è uno scrittore, regista e attivista britannico.

## Biografia
È uno degli scrittori neo-concettualisti e pulp più conosciuti sulla scena anglo-americana, soprattutto per i suoi romanzi 69 Things To Do With A Dead Princess (2002) e Tainted Love (2005), in cui re-immagina gli anni sessanta.
Nei circoli di controcultura, ma anche in Germania e Finlandia, è invece più conosciuto per i suoi primi lavori pulp (come Pure Mania, Red London, No Pity, Cunt e Defiant Pose) e per i suoi pastiche, in cui mescola i romanzi dello scrittore skinhead-pulp James Moffat con testi agit-prop, pornografici e riferimenti all'arte avanguardista e al punk rock.
Negli anni ottanta e novanta, ha scritto un elevato numero di pamphlet, riviste e libri, principalmente basati su temi di estrema sinistra, cultura punk, occultismo e sulla storia e l'influenza del Situazionismo (di cui è un critico severo) e di altri movimenti estremisti di sinistra e di avanguardia del XX secolo.